# Dekanat Marchfeld
Dekanat Marchfeld – jeden z 16 dekanatów rzymskokatolickiej wchodzących w skład wikariatu Unter dem Manhartsberg archidiecezji wiedeńskiej w Austrii. W jego skład wchodzi 21 parafii. 

## Lista parafii
| Lp. | Miejscowość                                | Parafia                                        | Kościół                                                                                     | Grafika |
| --- | ------------------------------------------ | ---------------------------------------------- | ------------------------------------------------------------------------------------------- | ------- |
| 1   | Breitensee                                 | Parafia Świętych Apostołów Piotra i Pawła      | Kościół Świętych Apostołów Piotra i Pawła w Breitensee                                      |         |
| 2   | Leopoldsdorf im Marchfelde-Breitstetten    | Parafia św. Anny                               | Kościół św. Anny w Leopoldsdorf im Marchfelde-Breitstetten                                  |         |
| 3   | Orth an der Donau-Eckartsau                | Parafia św. Leonarda                           | Kościół św. Leonarda w Orth an der Donau-Eckartsau                                          |         |
| 4   | Engelhartstetten                           | Parafia św. Marka                              | Kościół św. Marka w Engelhartstetten                                                        |         |
| 5   | Groß-Enzersdorf-Franzensdorf               | Parafia św. Anny                               | Kościół św. Anny w Groß-Enzersdorf-Franzensdorf                                             |         |
| 6   | Untersiebenbrunn-Groißenbrunn              | Parafia św. Idziego                            | Kościół św. Idziego w Untersiebenbrunn-Groißenbrunn                                         |         |
| 7   | Groß-Enzersdorf                            | Parafia w Groß-Enzersdorf                      | Kościół w Groß-Enzersdorf                                                                   |         |
| 8   | Leopoldsdorf im Marchfelde-Haringsee       | Parafia św. Wawrzyńca                          | Kościół św. Wawrzyńca w Leopoldsdorf im Marchfelde-Haringsee                                |         |
| 9   | Lassee                                     | Parafia św. Marcina                            | Kościół św. Marcina w Lassee                                                                |         |
| 10  | Leopoldsdorf im Marchfelde                 | Parafia św. Marka                              | Kościół św. Marka w Leopoldsdorf im Marchfelde                                              |         |
| 11  | Engelhartstetten-Loimersdorf               | Parafia św. Marii Magdaleny                    | Kościół św. Marii Magdaleny w Engelhartstetten-Loimersdorf                                  |         |
| 12  | Marchegg Stadt                             | Parafia św. Małgorzata                         | Kościół św. Małgorzata w Marchegg Stadt                                                     |         |
| 13  | Markgrafneusiedl                           | Parafia Wniebowzięcia Najświętszej Maryi Panny | Kościół Wniebowzięcia Najświętszej Maryi Panny w Markgrafneusiedl                           |         |
| 14  | Breitensee-Markthof                        | Parafia św. Grzegorza                          | Kościół św. Grzegorza w Breitensee-Markthof                                                 |         |
| 15  | Leopoldsdorf im Marchfelde-Obersiebenbrunn | Parafia Wniebowzięcia Najświętszej Maryi Panny | Kościół Wniebowzięcia Najświętszej Maryi Panny w Leopoldsdorf im Marchfelde-Obersiebenbrunn |         |
| 16  | Orth an der Donau                          | Parafia św. Michała                            | Kościół św. Michała w Orth an der Donau                                                     |         |
| 17  | Probstdorf                                 | Parafia św. Stefana                            | Kościół św. Stefana w Probstdorf                                                            |         |
| 18  | Groß-Enzersdorf-Raasdorf                   | Parafia św. Marii Magdaleny                    | Kościół św. Marii Magdaleny w Groß-Enzersdorf-Raasdorf                                      |         |
| 19  | Engelhartstetten-Stopfenreuth              | Parafia św. Jana Nepomucena                    | Kościół św. Jana Nepomucena w Engelhartstetten-Stopfenreuth                                 |         |
| 20  | Untersiebenbrunn                           | Parafia św. Wita                               | Kościół św. Wita w Untersiebenbrunn                                                         |         |
| 21  | Orth an der Donau-Witzelsdorf              | Parafia św. Marcina                            | Kościół św. Marcina w Orth an der Donau-Witzelsdorf                                         |         |